# إيلاج
الإيلاج هي عملية إدخال القضيب الذكري في المهبل الأنثوي في عملية التكاثر الجنسي حين يتم فيها قذف السائل المنوي من القضيب إلى داخل المهبل. وإن عملية الإيلاج بحد ذاتها تشكل متعة لكلا الجنسين شرط التوافق فيما بينهم. كما أن تتويج هذه العملية يتم بما يسمى الشبق أو النشوة الجنسية لدى المرأة والرجل.
يوجد غشاء رقيق عند فتحة المهبل في أنثى الإنسان على غرار باقى الحيوانات، وبه عدة ثقوب أو ثقب واحد يسمح بتدفق دم الحيض عند البلوغ. ويتمزق هذا الغشاء عند المرة الأولى لإيلاج الذكر وقد ينزف قطرات من الدماء لحظة التمزق. ومن الثابت علمياً أن بعض النساء يكون لديهن غشاء البكارة مطاطي للحد الذي قد يحدث الإيلاج أكثر من مرة بدون تمزيقه أو أي نزيف. قد يختلف أيضاً قرب وبعد الغشاء من فتحة المهبل من فتاة إلى أخرى. وهناك أيضاً اختلاف في مرونة الغشاء من مرن إلى قليل المرونة.